# Möbius-létra

Az M_{16} Möbius-létra két nézete; a kettő közötti transzformációt megmutató animáció: itt megtekinthető.

A matematika, azon belül a gráfelmélet területén a Möbius-létra, Mn olyan, páros n számú csúcsból álló 3-reguláris cirkuláns gráf, ami egy n-körből hozható létre a kör szemközti csúcspárjainak összekötésével (a létra fokainak hozzáadásával), vagy ezzel ekvivalens módon, egy létragráf négy 2 fokszámú csúcsát keresztben összekötve. Nevét onnan kapta, hogy (az M6, azaz a K3,3 kivételével) az Mn pontosan n/2 4-körrel rendelkezik, melyek közös élei topológiailag egy Möbius-szalagot alkotnak. A Möbius-létrákat Guy and  Harary (1967) nevezte el és vizsgálta elsőként.

## Tulajdonságok
A Möbius-létrák síkba nem rajzolható csúcsgráfok, ami azt jelenti, nem rajzolhatók le a síkba egymást metsző élek nélkül, de egyetlen csúcs eltávolításával már igen. A Möbius-létrák metszési száma egy, tóruszfelületbe vagy projektív síkba metszés nélkül beágyazhatók. Így a tóruszra rajzolható gráfok közé tartozik. (Li 2005) vizsgálja ezen gráfok magasabb génuszú felületekbe ágyazását.
A Möbius-létrák csúcstranzitívak – rendelkeznek bármely csúcsot bármely másik csúcsba átvivő szimmetriákkal – de (ismét az M6 kivételével) nem éltranzitívak. A létrát alkotó kör élei megkülönböztethetők a létra fokaitól, mivel a körbe tartozó élek egyetlen 4-kör részét képezik, míg a létra fokai két-két ilyen körhöz tartoznak. Ezért nem létezik a kör éleit létrafok-élbe, vagy a létrafok-éleket a kör éleibe átvivő szimmetria.
Amikor n ≡ 2 (mod 4), Mn páros. Amikor n ≡ 0 (mod 4), nem páros. Az egyes létrafokok végpontjai ugyanis az eredeti körben páros távolságra vannak, minden újabb létrafok hozzáadása egy-egy páratlan kört hoz létre.
Ebben az esetben, mivel a gráf 3-reguláris, de nem páros, a Brooks-tétel következményeként kromatikus száma 3. (De Mier & Noy 2004) megmutatta, hogy a Möbius-létrákat Tutte-polinomjuk egyedileg meghatározza.
Az M8 Möbius-létrának 392 feszítőfája van; ennek és az M6-nak van a legtöbb feszítőfája az ugyanannyi csúccsal rendelkező 3-reguláris gráfok közül. A legtöbb feszítőfával rendelkező 10 csúcsú 3-reguláris gráf azonban nem egy Möbius-létra, hanem a Petersen-gráf.
A Möbius-létrák Tutte-polinomjai egyszerű rekurzióval kiszámíthatók.

## Gráfminorok

Az M_{8} Wagner-gráf

A Möbius-létrák fontos szerepet játszanak a gráfminorok elméletében. Az első ilyen jellegű eredmény Klaus Wagner (1937) tétele volt, miszerint a K5 minor nélküli gráfok előállíthatók a síkbarajzolható gráfokból és az M8 Möbius-létrából a klikk-összeg művelet segítségével; emiatt az M8-at Wagner-gráfnak nevezik.
(Gubser 1996) definíciója szerint a csaknem síkbarajzolható gráf (almost-planar graph) olyan nem síkbarajzolható gráf, aminek minden nemtrivális minora síkba rajzolható. Megmutatja, hogy a 3-szorosan összefüggő, csaknem síkbarajzolható gráfok közé a Möbius-létrák és még néhány gráfcsalád tartozik, és ezekből néhány egyszerű művelet segítségével elő lehet állítani a többi csaknem síkbarajzolható gráfot.
(Maharry 2000) megmutatta, hogy majdnem minden gráf, ami nem tartalmaz kocka minort előállítható Möbius-létrákból egyszerű műveletek segítségével.

## Kémia és fizika
(Walba, Richards & Haltiwanger 1982) volt az első, aki Möbius-létra szerkezetet tartalmazó molekulákat állított elő, ez a szerkezet később nagyobb jelentőségre tett szert a kémiában és a kémiai sztereográfiában, különösen a DNS-molekulák létraszerű alakjára tekintettel. Ennek az alkalmazásnak figyelembe vételével Flapan (1989) tanulmányozza a Möbius-létrák R3-beli beágyazásainak matematikai szimmetriáit.
Egyes szupravezetéssel kapcsolatos kísérletekben a szupravezető gyűrűk topológiájaként kipróbálták a Möbius-létrákat is, hogy megvizsgálják a vezető topológiájának az elektronok közti interakciókra való hatását.

## Kombinatorikus optimalizálás
A számítástudomány a halmazpakolási és lineáris rendezési feladatok egészértékű programozási megközelítéseiben használja a Möbius-létrákat. Ezen problémák egyes konfigurációi felhasználhatók a probléma lineáris programozási relaxációját leíró politóp lapjainak meghatározására; ezek a lapok a Möbius-létra korlátozások (Möbius ladder constraints).

## Fordítás
- Ez a szócikk részben vagy egészben a Möbius ladder című angol Wikipédia-szócikk ezen változatának fordításán alapul.  Az eredeti cikk szerkesztőit annak laptörténete sorolja fel. Ez a jelzés csupán a megfogalmazás eredetét és a szerzői jogokat jelzi, nem szolgál a cikkben szereplő információk forrásmegjelöléseként.